# Aris Fioretos
Aris Fioretos, né le 6 février 1960 à Göteborg, est un écrivain et traducteur suédois.
Il est l'auteur de quelques essais et romans, ainsi que des traductions en suédois d'œuvres de Jacques Derrida, Friedrich Hölderlin, Paul Auster et de plusieurs romans de Vladimir Nabokov, dont Lolita.

## Biographie
Fils d'un professeur de médecine d'origine grecque et d'une galeriste d'origine autrichienne, il passe sa jeunesse à Lund. Il grandit dans un milieu cultivé et, à la maison, on parle couramment suédois et allemand.
Il étudie avec Jacques Derrida à Paris, puis à l'université de Stockholm et, enfin, à l'université Yale aux États-Unis. À la fin de 1991, il décroche un doctorat en littérature comparée avec une thèse sur le déconstructivisme dans les œuvres de Friedrich Hölderlin, Walter Benjamin et Paul Celan. Depuis 2001, il est professeur agrégé de littérature comparée, et depuis 2010, professeur d'esthétique à l'université de Södertörn. De 2003 à 2007,  il est attaché aux Affaires culturelles à l'ambassade de Suède à Berlin. De 2011 à 2014, il est professeur invité à l'université Humboldt de Berlin.
Il amorce sa carrière d'écrivain avec la parution en 1991 de Delandets bok (Partager), une œuvre de prose lyrique. Il publie ensuite quelques essais et des romans, notamment Stockholm noir (2000) et Le Dernier Grec (Den siste greken, 2009). Ce dernier titre remporte plusieurs prix littéraires, dont le prix littéraire Gleerups et le prix du roman de la Radio suédoise. Fioretos a depuis reçu de nombreux prix en Suède et à l'étranger.
Signataire de chroniques pour le journal Dagens Nyheter, il est reçu membre de l'Académie allemande pour la langue et la littérature de Darmstadt, et à l'automne 2011, devient l'un de ses trois vice-présidents.

## Œuvre

### Romans et récits
- Delandets bok, 1991
- Vanitasrutinerna, 1998
- Stockholm noir, 2000
- Sanningen om Sascha Knisch, 2002 Publié en français sous le titre La Vérité sur Sacha Knisch, traduit par Anne Damour, Monaco-Paris, Éditions Le Serpent à Plumes, coll. « Fictions étrangères », 2008,381 p.  (ISBN 978-2-268-06437-6)
- Den siste greken, 2009 Publié en français sous le titre Le Dernier Grec, traduit par Esther Sermage, Arles, Éditions Actes Sud, 2012, 160 p.  (ISBN 978-2-330-00899-4)
- Halva solen, 2012
- Mary, 2015Publié en français sous le titre De fleurs et de larmes, traduit par Esther Sermage, Arles, Éditions Actes Sud, 2020, 416 p.  (ISBN 978-2-330-12851-7)
- Nelly B:s hjärta 2018
- Atlas, 2019

### Essais
- Det kritiska ögonblicket, 1991
- Den grå boken, 1994
- En bok om fantomer, 1996
- Skallarna, 2001 (en collaboration avec Katarina Frostenson)

### Autres publications
- Vidden av en fot, 2008
- Flykt och förvandling. Nelly Sachs, författare, Berlin, 2010
- Avtalad tid, 2012 (en collaboration avec Durs Grünbein)
- Vatten, gåshud, 2016